# Henry Glöckner
Henry Glöckner (* 3. September 1991 in Wolgast) ist ein deutscher Volleyball- und Beachvolleyballspieler.

## Karriere Halle
Henry Glöckner spielte in der Jugend von 2005 bis 2008 Volleyball beim Schweriner SC. Von 2008 bis 2011 spielte er im Juniorenteam des VC Olympia Berlin, wo er in der Saison 2010/11 in der Ersten Bundesliga zum Einsatz kam. Außerdem spielte er in der Junioren-Nationalmannschaft. 2011 wechselte der Libero Glöckner nach Leipzig zum Zweitligisten L.E. Volleys.

## Karriere Beach
Glöckner spielt seit 2006 auch im Sand. 2009 wurde er Deutscher U19-Vizemeister und belegte Platz drei bei der Deutschen U20-Meisterschaft. 2011 belegte er bei der U21-WM im kanadischen Halifax den neunten Platz.

## Privates
Glöckner ist auch als Model tätig. Neben diversen Jobs in der deutschen Werbeindustrie war er Mister Brandenburg/Havel 2009 und Mister Mecklenburg-Vorpommern 2010.